# 綠紋魮
綠紋魮（学名：Barbus chlorotaenia）為輻鰭魚綱鯉形目鯉科的其中一個種。分布於非洲查德、迦納、奈及利亞及喀麥隆淡水流域，本魚具長的觸鬚，體具有一條黑色的縱向條紋，魚鰭淡黃色，背鰭軟條11；臀鰭軟條8枚，體長可達8公分。

## 扩展阅读
維基物種上的相關：綠紋魮